# Вогези
Вогези (фр. Vosges) департман је у источној Француској. Припада региону Лорена, а главни град департмана (префектура) је Епинал. Департман Вогези је означен редним бројем 88. Његова површина износи 5.874 км². По подацима из 2010. године у департману Вогези је живело 379.724 становника, а густина насељености је износила 65 становника по км².
Овај департман је административно подељен на:
- 3 округа
- 31 кантона и
- 515 општина.

## Демографија
| 1999.   |
| ------- |
| 380.952 |